# 400 mètres haies féminin aux championnats du monde d'athlétisme 2009
Navigation
Osaka 2007 Daegu 2011
L'épreuve du 400 mètres haies  féminin des championnats du monde de 2009 s'est déroulée du 17 au 20 août 2009 dans le Stade olympique de Berlin, en Allemagne. Elle est remportée par la Jamaïcaine Melaine Walker.

## Critères de qualification
Pour se qualifier (minima A), il faut avoir réalisé moins de 55 s 50 du 1er janvier 2008 au 3 août 2009. Le minima B est de 56 s 55.

## Résultats

### Finale
| Rang               | Athlète               | Pays              | Temps        |
| ------------------ | --------------------- | ----------------- | ------------ |
| Médaille d'or      | Melaine Walker        | Jamaïque          | 52 s 42 (CR) |
| Médaille d'argent  | Lashinda Demus        | États-Unis        | 52 s 96      |
| Médaille de bronze | Josanne Lucas         | Trinité-et-Tobago | 53 s 2 (NR)  |
| 4                  | Kaliese Spencer       | Jamaïque          | 53 s 56 (PB) |
| 5                  | Tiffany Williams      | États-Unis        | 53 s 83 (SB) |
| 6                  | Natalya Antyukh       | Russie            | 54 s 11 (PB) |
| 7                  | Anastasiya Rabchenyuk | Ukraine           | 54 s 78      |
| 8                  | Angela Moroşanu       | Roumanie          | 55 s 04      |

### Demi-finales
Les deux premières de chaque série (Q) plus les 2 meilleurs temps (q) se qualifient pour la finale.
| Rang | Athlète                        | Temps          |
| ---- | ------------------------------ | -------------- |
| 1    | Melaine Walker (0 s 183)       | 53 s 26 Q (SB) |
| 2    | Josanne Lucas (0 s 190)        | 53 s 98 Q (NR) |
| 3    | Angela Moroşanu (0 s 218)      | 54 s 15 q      |
| 4    | Huang Xiaoxiao (0 s 178)       | 55 s 40 (SB)   |
| 5    | Natalya Ivanova (0 s 180)      | 56 s 08        |
| 6    | Sheena Tosta (0 s 133)         | 56 s 31        |
| 7    | Muizat Ajoke Odumosu (0 s 193) | 56 s 80        |
| 8    | Élodie Ouédraogo (0 s 169)     | 57 s 58        |

| Rang | Athlète                         | Temps          |
| ---- | ------------------------------- | -------------- |
| 1    | Kaliese Spencer (0 s 180)       | 54 s 37 Q      |
| 2    | Anastasiya Rabchenyuk (0 s 188) | 54 s 49 Q (SB) |
| 3    | Tiffany Williams (0 s 167)      | 54 s 79 q      |
| 4    | Anna Jesien (0 s 183)           | 54 s 82        |
| 5    | Elena Churakova (0 s 157)       | 56 s 11        |
| 6    | Ieva Zunda (0 s 209)            | 56 s 66        |
| 7    | Perri Shakes-Drayton (0 s 177)  | 57 s 57        |
| 8    | Amaka Ogoegbunam (0 s 163)      | DQ             |

| Rang | Athlète                    | Temps        |
| ---- | -------------------------- | ------------ |
| 1    | Lashinda Demus (0 s 162)   | 54 s 25 Q    |
| 2    | Natalya Antyukh (0 s 176)  | 54 s 86 Q    |
| 3    | Nickiesha Wilson (0 s 247) | 54 s 89 (SB) |
| 4    | Zuzana Hejnová (0 s 149)   | 54 s 99      |
| 5    | Vania Stambolova (0 s 218) | 56 s 12      |
| 6    | Eilidh Child (0 s 154)     | 56 s 21      |
| 7    | Sara Petersen (0 s 171)    | 56 s 99      |
| 8    | Jonna Tilgner (0 s 179)    | 57 s 11      |

### Séries
Les quatre premières de chaque série (Q) plus les 4 meilleurs temps (q) se qualifient pour les demi-finales.
| Rang | Athlète                     | Temps          |
| ---- | --------------------------- | -------------- |
| 1    | Kaliese Spencer (0 s 188)   | 55 s 12 Q      |
| 2    | Josanne Lucas (0 s 173)     | 55 s 41 Q      |
| 3    | Huang Xiaoxiao (0 s 169)    | 55 s 52 Q (SB) |
| 4    | Vania Stambolova (0 s 208)  | 56 s 01 Q      |
| 5    | Satomi Kubokura (0 s 166)   | 56 s 91        |
| 6    | Tatyana Azarova (0 s 182)   | 57 s 90        |
| 7    | Hanna Titimets (0 s 178)    | 58 s 22        |
| 8    | Déborah Rodríguez (0 s 204) | 59 s 21 (NR)   |

| Rang | Athlète                       | Temps          |
| ---- | ----------------------------- | -------------- |
| 1    | Nickiesha Wilson (0 s 173)    | 55 s 37 Q      |
| 2    | Anna Jesien (0 s 170)         | 55 s 57 Q      |
| 3    | Eilidh Child (0 s 163)        | 55 s 96 Q      |
| 4    | Sheena Tosta (0 s 154)        | 56 s 00 Q      |
| 5    | Ieva Zunda (0 s 225)          | 56 s 05 q (SB) |
| 6    | Aurore Kassambara (0 s 167)   | 57 s 25        |
| 7    | Sayaka Aoki (0 s 188)         | 1 min 03 s 6   |
| 8    | Tsvetelina Kirilova (0 s 156) | DQ             |

| Rang | Athlète                        | Temps         |
| ---- | ------------------------------ | ------------- |
| 1    | Melaine Walker (0 s 155)       | 55 s 17 Q     |
| 2    | Natalya Antyukh (0 s 215)      | 55 s 40 Q     |
| 3    | Perri Shakes-Drayton (0 s 203) | 56 s 49 Q     |
| 4    | Sara Petersen (0 s 163)        | 56 s 51 Q     |
| 5    | Michelle Carey (0 s 194)       | 56 s 91       |
| 6    | Kou Luogon (0 s 181)           | 57 s 70       |
| 7    | Laia Forcadell (0 s 177)       | 58 s 57       |
| 8    | Merjen Ishangulyyeva (0 s 148) | 1 min 00 s 75 |

| Rang | Athlète                    | Temps          |
| ---- | -------------------------- | -------------- |
| 1    | Angela Morosanu (0 s 187)  | 54 s 70 Q      |
| 2    | Tiffany Williams (0 s 163) | 55 s 25 Q      |
| 3    | Zuzana Hejnová (0 s 145)   | 55 s 68 Q      |
| 4    | Amaka Ogoegbunam (0 s 172) | 55 s 80 Q (PB) |
| 5    | Elena Churakova (0 s 160)  | 56 s 13 q      |
| 6    | Élodie Ouédraogo (0 s 156) | 56 s 60 q (SB) |
| 7    | Yolanda Osana (0 s 173)    | 59 s 18        |
| 8    | Aïssata Soulama (0 s 214)  | 59 s 20 (SB)   |

| \| Rang \| Athlète \| Temps \| \| ---- \| ------------------------------- \| --------- \| \| 1 \| Lashinda Demus (0 s 152) \| 54 s 66 Q \| \| 2 \| Anastasiya Rabchenyuk (0 s 203) \| 55 s 63 Q \| \| 3 \| Natalya Ivanova (0 s 182) \| 56 s 11 Q \| \| 4 \| Muizat Ajoke Odumosu (0 s 202) \| 56 s 62 Q \| \| 5 \| Jonna Tilgner (0 s 211) \| 56 s 73 q \| \| 6 \| Carole Kaboud Mebam (0 s 172) \| 58 s 10 \| \| 7 \| Muna Jabir Adam (0 s 000) \| DNS \| |                                 |           |
| Rang | Athlète                         | Temps     |
| 1 | Lashinda Demus (0 s 152)        | 54 s 66 Q |
| 2 | Anastasiya Rabchenyuk (0 s 203) | 55 s 63 Q |
| 3 | Natalya Ivanova (0 s 182)       | 56 s 11 Q |
| 4 | Muizat Ajoke Odumosu (0 s 202)  | 56 s 62 Q |
| 5 | Jonna Tilgner (0 s 211)         | 56 s 73 q |
| 6 | Carole Kaboud Mebam (0 s 172)   | 58 s 10   |
| 7 | Muna Jabir Adam (0 s 000)       | DNS       |

## Légende
Records et Performances
- AR : Record continental (area record)
- CR : Record des championnats (championship record)
- MR : Record du meeting (meet record)
- NR : Record national (national record)
- OR : Record olympique (olympic record)
- PR : Record paralympique (paralympic record)
- PB : Record personnel (personal best)
- SB : Meilleure performance personnelle de la saison (season's best)
- WL : Meilleure performance mondiale de l'année (world leader)
- WJR : Record du monde junior (world junior record)
- WR : Record du monde (world record)

Circonstances et Conditions
- DNF : N'a pas terminé (did not finish)
- DNS : N'a pas pris le départ (did not start)
- DQ : Disqualification (disqualification)
- NM : Aucun essai valable enregistré (No Mark)
- Q : Qualifié « directement » au prochain tour (ou à la prochaine compétition), lors d'une compétition majeure, grâce au classement ou à la réalisation des minima (automatic qualifier)
- q : Qualifié au prochain tour (ou à la prochaine compétition), lors d'une compétition majeure, grâce au repêchage ou à la réalisation de l'une des meilleures performances parmi celles des « non qualifiés directement » (grâce au meilleur temps ou à la meilleure distance par exemple) (secondary qualifier)